# Gohar Mamajiwala
Gohar Khayyam Mamajiwala (19 de noviembre de 1910 – 28 de septiembre de 1985), también conocida como Miss Gohar, era un cantante, actriz, productora y dueña de estudio india.

## Primeros años
Nació en una familia Bohra Da'udi. El negocio padre de Gohar  casi colapsó y los fondos familiares se estaban agotando seriamente cuando un amigo de la familia, Homi Master, en ese momento trabajando como director para Kohinoor Films, sugirió que Gohar tomara la actuación como carrera. Sus padres estuvieron de acuerdo

## Carrera
Gohar comenzó su carrera en la edad de 16 años con la película Baap Kamai/Fortuna y los Tontos (1926), dirigida por Kanjibhai Rathod. El rol del héroe fue de Khalil y la película fue producida por "Kohinoor Films". La película fue un éxito. Gohar, junto con Jagdish Pasta, Chandulal Shah, Raja Sandow y el camarógrafo Pandurang Naik comenzaron "Shree Sound Studios". En 1929, junto con Chandulal Shah, fundó Ranjit Studios, más tarde conocido como Ranjit Movietone.

## Vida posterior y muerte
Se retiró en la década de 1970 y murió en Bombay, Maharashtra el 28 de septiembre de 1985.

## Filmografía
- Fortune And Fools (1925)
- Ghar Jamai (1925)
- Lanka Ni Laadi (1925)
- Briefless Barrister (1926)
- Lakho Vanjaro (1926)
- Mena Kumari (1926)
- Mumtaz Mahal (1926)
- Prithvi Putra (1926)
- Ra Kawat (1926)
- Samrat Shiladitya (1926)
- Sati Jasama (1926)
- Shrin Farhad (1926)
- Thief Of Delhi (1926)
- Typist Girl (1926)
- Educated Wife (1927)
- Gunsundari (1927)
- Sati Madri (1927)
- Sumari Of Sind (1927)
- Grihalaxmi (1928)
- Puran Bhagat (1928)
- Vishwamohini (1928)
- Beggar Girl (1929)
- Chandramukhi (1929)
- Gulshan-E-Arab (1929)
- Magic Flute (1929)
- Pati Patni (1929)
- Punjab Mail (1929)
- Rajputani (1929)
- Shirin Khusru (1929)
- My Darling (1930)
- Raj Laxmi (1930)
- The Conqueror (1930)
- Wild Flower (1930)
- Devi Devyani (1931)
- Radha Rani (1932)
- Sati Savitri (1932)
- Sheil Bala (1932)
- Miss (1933)
- Vishwa Mohini (1933)
- Gunsundari (1934)
- Tara Sundari (1934)
- Toofani Taruni (1934)
- Barrister's Wife (1935)
- Desh Dasi (1935)
- Kimiti Ansoo (1935)
- Derby Ka Shikar (1936)
- Gunehgar (1936)
- Prabhu Ka Pyara (1936)
- Raj Ramani (1936)
- Sipahi Ki Sajni (1936)
- Pardesi Pankhi (1937)
- Achhut (1940)
- Usha Haran (1940)